# Callum McGregor
Callum William McGregor (Glasgow, 14 giugno 1993) è un calciatore scozzese, centrocampista del Celtic, di cui è capitano.

## Caratteristiche tecniche
Gioca come interno di centrocampo, può essere impiegato anche cometrequartista, in possesso di un'ottima gestione palla grazie alla quale riesce a dialogare perfettamente con i compagni. 
In fase di impostazione si distingue anche per il suo piede molto educato, possiede un buon tiro da fuori, riesce a calciare col sinistro suo piede preferito e con il destro.

## Carriera

### Club
Gli inizi al Celtic
Cresciuto nel Celtic, nella stagione 2013-2014 è stato ceduto in prestito al Notts County, in terza divisione inglese: in questa stagione si fa notare, nonostante sia un centrocampista va a segno in 12 occasioni (due doppiette contro Crewe Alexandra e Gillingham), risultando il miglior marcatore del club a fine torneo. 
Da giovane talento a leggenda del Celtic
Ritornato a Glasgow, è aggregato in prima squadra dalla stagione 2014/2015, dove risulta determinante nelle sfide di Champions dei Celts andando in gol contro KR (0-1), Legia Varsavia (4-1) e Maribor (1-1): nonostante questi 3 gol in 6 incontri, gli scozzesi escono dalla competizione.
Nel corso della stagione 2014/15 realizza 2 goal e 2 assist in 17 presenze di Scottish Premiership, vincendo il campionato e la coppa di lega scozzese. Nelle 5 stagioni successive con Mc Gregor in campo, il Celtic domina in patria vincendo 5 Scottish Premiership, 4 coppe di Scozia e 4 coppe di lega scozzese.
Dalla stagione 2020/2021 Mc Gregor ottiene la fascia da capitano del Celtic. Nel corso dell'annata 2022/2023 è il capitano della squadra che ottiene l'ottavo triplete della sua storia in Scozia, vincendo Scottish Premiership, la coppa di scozia e la coppa di lega scozzese.

### Nazionale
Dopo avere militato nelle selezioni giovanili scozzesi, il 9 novembre 2017 esordisce in nazionale maggiore nell'amichevole persa 0-1 contro i Paesi Bassi.
Convocato per Euro 2020, nel corso della competizione realizza la sua prima rete con la Scozia contro la Croazia ai gironi; tuttavia la sua rete (la prima degli scozzesi in una competizione dai Mondiali del '98) non è bastata per evitare l'eliminazione agli scozzesi sconfitti per 3-1 dai croati.

## Statistiche

### Presenze e reti nei club
Statistiche aggiornate al 3 aprile 2025.
| Stagione        | Squadra         | Campionato      | Campionato | Campionato | Coppe nazionali | Coppe nazionali | Coppe nazionali | Coppe continentali | Coppe continentali | Coppe continentali | Altre coppe | Altre coppe | Altre coppe | Totale | Totale |
| Stagione        | Squadra         | Comp            | Pres       | Reti       | Comp            | Pres            | Reti            | Comp               | Pres               | Reti               | Comp        | Pres        | Reti        | Pres   | Reti   |
| --------------- | --------------- | --------------- | ---------- | ---------- | --------------- | --------------- | --------------- | ------------------ | ------------------ | ------------------ | ----------- | ----------- | ----------- | ------ | ------ |
| 2013-2014       | Notts County    | FL1             | 37         | 12         | FACup+CdL       | 1+2             | 0+1             | -                  | -                  | -                  | FLT         | 1           | 1           | 41     | 14     |
| 2014-2015       | Celtic          | SP              | 17         | 2          | SC+CdL          | 0+2             | 0               | UCL+UEL            | 6+5                | 3+0                | -           | -           | -           | 30     | 5      |
| 2015-2016       | Celtic          | SP              | 27         | 4          | SC+CdL          | 3+2             | 1+0             | UCL+UEL            | 0+2                | 1                  | -           | -           | -           | 34     | 6      |
| 2016-2017       | Celtic          | SP              | 31         | 6          | SC+CdL          | 4+2             | 1+0             | UCL                | 9                  | 0                  | -           | -           | -           | 46     | 7      |
| 2017-2018       | Celtic          | SP              | 36         | 7          | SC+CdL          | 5+4             | 2+1             | UCL+UEL            | 7+2                | 1+1                | -           | -           | -           | 54     | 12     |
| 2018-2019       | Celtic          | SP              | 35         | 3          | SC+CdL          | 4+4             | 0+0             | UCL+UEL            | 6+10               | 2+1                | -           | -           | -           | 59     | 6      |
| 2019-2020       | Celtic          | SP              | 30         | 9          | SC+CdL          | 4+4             | 1+1             | UCL+UEL            | 5+9                | 2+0                | -           | -           | -           | 52     | 13     |
| 2020-2021       | Celtic          | SP              | 37         | 3          | SC+CdL          | 1+1             | 0+0             | UCL+UEL            | 2+8                | 0+1                | -           | -           | -           | 49     | 4      |
| 2021-2022       | Celtic          | SP              | 33         | 2          | SC+CdL          | 3+3             | 1+0             | UCL+UEL+UECL       | 2+9+2              | 1+0+0              | -           | -           | -           | 52     | 4      |
| 2022-2023       | Celtic          | SP              | 31         | 4          | CS+CdL          | 5+3             | 0+1             | UCL                | 3                  | 0                  | -           | -           | -           | 42     | 5      |
| 2023-2024       | Celtic          | SP              | 35         | 2          | CS+CdL          | 3+1             | 0               | UCL                | 6                  | 0                  | -           | -           | -           | 45     | 2      |
| 2024-2025       | Celtic          | SP              | 30         | 8          | CS+CdL          | 3+4             | 1+0             | UCL                | 10                 | 0                  | -           | -           | -           | 47     | 9      |
| Totale Celtic   | Totale Celtic   | Totale Celtic   | 342        | 50         |                 | 64              | 10              |                    | 104                | 13                 |             | -           | -           | 510    | 71     |
| Totale carriera | Totale carriera | Totale carriera | 379        | 62         |                 | 67              | 11              |                    | 104                | 13                 |             | 1           | 1           | 551    | 87     |

### Cronologia presenze e reti in nazionale
| Cronologia completa delle presenze e delle reti in nazionale ― Scozia | Cronologia completa delle presenze e delle reti in nazionale ― Scozia | Cronologia completa delle presenze e delle reti in nazionale ― Scozia | Cronologia completa delle presenze e delle reti in nazionale ― Scozia | Cronologia completa delle presenze e delle reti in nazionale ― Scozia | Cronologia completa delle presenze e delle reti in nazionale ― Scozia | Cronologia completa delle presenze e delle reti in nazionale ― Scozia | Cronologia completa delle presenze e delle reti in nazionale ― Scozia |
| Data                                                                  | Città                                                                 | In casa                                                               | Risultato                                                             | Ospiti                                                                | Competizione                                                          | Reti                                                                  | Note                                                                  |
| --------------------------------------------------------------------- | --------------------------------------------------------------------- | --------------------------------------------------------------------- | --------------------------------------------------------------------- | --------------------------------------------------------------------- | --------------------------------------------------------------------- | --------------------------------------------------------------------- | --------------------------------------------------------------------- |
| 9-11-2017                                                             | Aberdeen                                                              | Scozia                                                                | 0 – 1                                                                 | Paesi Bassi                                                           | Amichevole                                                            | -                                                                     | 87’                                                                   |
| 23-3-2018                                                             | Glasgow                                                               | Scozia                                                                | 0 – 1                                                                 | Costa Rica                                                            | Amichevole                                                            | -                                                                     | 58’                                                                   |
| 27-3-2018                                                             | Budapest                                                              | Ungheria                                                              | 0 – 1                                                                 | Scozia                                                                | Amichevole                                                            | -                                                                     |                                                                       |
| 7-9-2018                                                              | Glasgow                                                               | Scozia                                                                | 0 – 4                                                                 | Belgio                                                                | Amichevole                                                            | -                                                                     | 68’                                                                   |
| 10-9-2018                                                             | Glasgow                                                               | Scozia                                                                | 2 – 0                                                                 | Albania                                                               | UEFA Nations League 2018-2019 - 1º turno                              | -                                                                     | 79’                                                                   |
| 11-10-2018                                                            | Haifa                                                                 | Israele                                                               | 2 – 1                                                                 | Scozia                                                                | UEFA Nations League 2018-2019 - 1º turno                              | -                                                                     |                                                                       |
| 14-10-2018                                                            | Londra                                                                | Scozia                                                                | 1 – 3                                                                 | Portogallo                                                            | Amichevole                                                            | -                                                                     |                                                                       |
| 17-11-2018                                                            | Scutari                                                               | Albania                                                               | 0 – 4                                                                 | Scozia                                                                | UEFA Nations League 2018-2019 - 1º turno                              | -                                                                     |                                                                       |
| 20-11-2018                                                            | Glasgow                                                               | Scozia                                                                | 3 – 2                                                                 | Israele                                                               | UEFA Nations League 2018-2019 - 1º turno                              | -                                                                     | 40’                                                                   |
| 21-3-2019                                                             | Astana                                                                | Kazakistan                                                            | 3 – 0                                                                 | Scozia                                                                | Qual. Euro 2020                                                       | -                                                                     | cap.                                                                  |
| 24-3-2019                                                             | Serravalle                                                            | San Marino                                                            | 0 – 2                                                                 | Scozia                                                                | Qual. Euro 2020                                                       | -                                                                     | 57’                                                                   |
| 8-6-2019                                                              | Glasgow                                                               | Scozia                                                                | 2 – 1                                                                 | Cipro                                                                 | Qual. Euro 2020                                                       | -                                                                     | 88’                                                                   |
| 11-6-2019                                                             | Bruxelles                                                             | Belgio                                                                | 3 – 0                                                                 | Scozia                                                                | Qual. Euro 2020                                                       | -                                                                     |                                                                       |
| 6-9-2019                                                              | Glasgow                                                               | Scozia                                                                | 1 – 2                                                                 | Russia                                                                | Qual. Euro 2020                                                       | -                                                                     |                                                                       |
| 9-9-2019                                                              | Glasgow                                                               | Scozia                                                                | 0 – 4                                                                 | Belgio                                                                | Qual. Euro 2020                                                       | -                                                                     | 68’                                                                   |
| 10-10-2019                                                            | Mosca                                                                 | Russia                                                                | 4 – 0                                                                 | Scozia                                                                | Qual. Euro 2020                                                       | -                                                                     |                                                                       |
| 13-10-2019                                                            | Glasgow                                                               | Scozia                                                                | 6 – 0                                                                 | San Marino                                                            | Qual. Euro 2020                                                       | -                                                                     | 70’                                                                   |
| 16-11-2019                                                            | Nicosia                                                               | Cipro                                                                 | 1 – 2                                                                 | Scozia                                                                | Qual. Euro 2020                                                       | -                                                                     | 14’                                                                   |
| 19-11-2019                                                            | Glasgow                                                               | Scozia                                                                | 3 – 1                                                                 | Kazakistan                                                            | Qual. Euro 2020                                                       | -                                                                     |                                                                       |
| 4-9-2020                                                              | Glasgow                                                               | Scozia                                                                | 1 – 1                                                                 | Israele                                                               | UEFA Nations League 2020-2021 - 1º turno                              | -                                                                     |                                                                       |
| 7-9-2020                                                              | Olomouc                                                               | Rep. Ceca                                                             | 1 – 2                                                                 | Scozia                                                                | UEFA Nations League 2020-2021 - 1º turno                              | -                                                                     | 80’                                                                   |
| 8-10-2020                                                             | Glasgow                                                               | Scozia                                                                | 0 – 0 dts (5 – 3 dtr)                                                 | Israele                                                               | Qual. Euro 2020                                                       | -                                                                     |                                                                       |
| 11-10-2020                                                            | Glasgow                                                               | Scozia                                                                | 1 – 0                                                                 | Slovacchia                                                            | UEFA Nations League 2020-2021 - 1º turno                              | -                                                                     | 72’                                                                   |
| 14-10-2020                                                            | Glasgow                                                               | Scozia                                                                | 1 – 0                                                                 | Rep. Ceca                                                             | UEFA Nations League 2020-2021 - 1º turno                              | -                                                                     |                                                                       |
| 12-11-2020                                                            | Belgrado                                                              | Serbia                                                                | 1 – 1 dts (4 – 5 dtr)                                                 | Scozia                                                                | Qual. Euro 2020                                                       | -                                                                     |                                                                       |
| 18-11-2020                                                            | Netanya                                                               | Israele                                                               | 1 – 0                                                                 | Scozia                                                                | UEFA Nations League 2020-2021 - 1º turno                              | -                                                                     |                                                                       |
| 25-3-2021                                                             | Glasgow                                                               | Scozia                                                                | 2 – 2                                                                 | Austria                                                               | Qual. Mondiali 2022                                                   | -                                                                     | 78’                                                                   |
| 28-3-2021                                                             | Tel Aviv                                                              | Israele                                                               | 1 – 1                                                                 | Scozia                                                                | Qual. Mondiali 2022                                                   | -                                                                     |                                                                       |
| 31-3-2021                                                             | Glasgow                                                               | Scozia                                                                | 4 – 0                                                                 | Fær Øer                                                               | Qual. Mondiali 2022                                                   | -                                                                     |                                                                       |
| 2-6-2021                                                              | Faro                                                                  | Paesi Bassi                                                           | 2 – 2                                                                 | Scozia                                                                | Amichevole                                                            | -                                                                     |                                                                       |
| 6-6-2021                                                              | Lussemburgo                                                           | Lussemburgo                                                           | 0 – 1                                                                 | Scozia                                                                | Amichevole                                                            | -                                                                     | 46’                                                                   |
| 14-6-2021                                                             | Glasgow                                                               | Scozia                                                                | 0 – 2                                                                 | Rep. Ceca                                                             | Euro 2020 - 1º turno                                                  | -                                                                     | 67’                                                                   |
| 18-6-2021                                                             | Londra                                                                | Inghilterra                                                           | 0 – 0                                                                 | Scozia                                                                | Euro 2020 - 1º turno                                                  | -                                                                     |                                                                       |
| 22-6-2021                                                             | Glasgow                                                               | Croazia                                                               | 3 – 1                                                                 | Scozia                                                                | Euro 2020 - 1º turno                                                  | 1                                                                     |                                                                       |
| 1-9-2021                                                              | Copenaghen                                                            | Danimarca                                                             | 2 – 0                                                                 | Scozia                                                                | Qual. Mondiali 2022                                                   | -                                                                     |                                                                       |
| 4-9-2021                                                              | Glasgow                                                               | Scozia                                                                | 1 – 0                                                                 | Moldavia                                                              | Qual. Mondiali 2022                                                   | -                                                                     | 65’                                                                   |
| 7-9-2021                                                              | Vienna                                                                | Austria                                                               | 0 – 1                                                                 | Scozia                                                                | Qual. Mondiali 2022                                                   | -                                                                     |                                                                       |
| 9-10-2021                                                             | Glasgow                                                               | Scozia                                                                | 3 – 2                                                                 | Israele                                                               | Qual. Mondiali 2022                                                   | -                                                                     |                                                                       |
| 12-10-2021                                                            | Tórshavn                                                              | Fær Øer                                                               | 0 – 1                                                                 | Scozia                                                                | Qual. Mondiali 2022                                                   | -                                                                     | 68’                                                                   |
| 12-11-2021                                                            | Chișinău                                                              | Moldavia                                                              | 0 – 2                                                                 | Scozia                                                                | Qual. Mondiali 2022                                                   | -                                                                     |                                                                       |
| 15-11-2021                                                            | Glasgow                                                               | Scozia                                                                | 2 – 0                                                                 | Danimarca                                                             | Qual. Mondiali 2022                                                   | -                                                                     |                                                                       |
| 24-3-2022                                                             | Glasgow                                                               | Scozia                                                                | 1 – 1                                                                 | Polonia                                                               | Amichevole                                                            | -                                                                     | 77’                                                                   |
| 1-6-2022                                                              | Glasgow                                                               | Scozia                                                                | 1 – 3                                                                 | Ucraina                                                               | Qual. Mondiali 2022                                                   | 1                                                                     |                                                                       |
| 8-6-2022                                                              | Glasgow                                                               | Scozia                                                                | 2 – 0                                                                 | Armenia                                                               | UEFA Nations League 2022-2023 - 1º turno                              | -                                                                     | 42’                                                                   |
| 11-6-2022                                                             | Dublino                                                               | Irlanda                                                               | 3 – 0                                                                 | Scozia                                                                | UEFA Nations League 2022-2023 - 1º turno                              | -                                                                     |                                                                       |
| 14-6-2022                                                             | Erevan                                                                | Armenia                                                               | 1 – 4                                                                 | Scozia                                                                | UEFA Nations League 2022-2023 - 1º turno                              | -                                                                     |                                                                       |
| 21-9-2022                                                             | Glasgow                                                               | Scozia                                                                | 3 – 0                                                                 | Ucraina                                                               | UEFA Nations League 2022-2023 - 1º turno                              | -                                                                     |                                                                       |
| 24-9-2022                                                             | Glasgow                                                               | Scozia                                                                | 2 – 1                                                                 | Irlanda                                                               | UEFA Nations League 2022-2023 - 1º turno                              | -                                                                     |                                                                       |
| 27-9-2022                                                             | Cracovia                                                              | Ucraina                                                               | 0 – 0                                                                 | Scozia                                                                | UEFA Nations League 2022-2023 - 1º turno                              | -                                                                     |                                                                       |
| 25-3-2023                                                             | Glasgow                                                               | Scozia                                                                | 3 – 0                                                                 | Cipro                                                                 | Qual. Euro 2024                                                       | -                                                                     |                                                                       |
| 28-3-2023                                                             | Glasgow                                                               | Scozia                                                                | 2 – 0                                                                 | Spagna                                                                | Qual. Euro 2024                                                       | -                                                                     |                                                                       |
| 17-6-2023                                                             | Oslo                                                                  | Norvegia                                                              | 1 – 2                                                                 | Scozia                                                                | Qual. Euro 2024                                                       | -                                                                     | 78’                                                                   |
| 20-6-2023                                                             | Glasgow                                                               | Scozia                                                                | 2 – 0                                                                 | Georgia                                                               | Qual. Euro 2024                                                       | 1                                                                     | 78’                                                                   |
| 8-9-2023                                                              | Larnaca                                                               | Cipro                                                                 | 0 – 3                                                                 | Scozia                                                                | Qual. Euro 2024                                                       | -                                                                     |                                                                       |
| 12-9-2023                                                             | Glasgow                                                               | Scozia                                                                | 1 – 3                                                                 | Inghilterra                                                           | Amichevole                                                            | -                                                                     | 89’                                                                   |
| 12-10-2023                                                            | Siviglia                                                              | Spagna                                                                | 2 – 0                                                                 | Scozia                                                                | Qual. Euro 2024                                                       | -                                                                     | 87’                                                                   |
| 16-11-2023                                                            | Tbilisi                                                               | Georgia                                                               | 2 – 2                                                                 | Scozia                                                                | Qual. Euro 2024                                                       | -                                                                     |                                                                       |
| 19-11-2023                                                            | Glasgow                                                               | Scozia                                                                | 3 – 3                                                                 | Norvegia                                                              | Qual. Euro 2024                                                       | -                                                                     | 89’                                                                   |
| 3-6-2024                                                              | Faro                                                                  | Gibilterra                                                            | 0 – 2                                                                 | Scozia                                                                | Amichevole                                                            | -                                                                     | 73’                                                                   |
| 7-6-2024                                                              | Glasgow                                                               | Scozia                                                                | 2 – 2                                                                 | Finlandia                                                             | Amichevole                                                            | -                                                                     |                                                                       |
| 14-6-2024                                                             | Monaco di Baviera                                                     | Germania                                                              | 5 – 1                                                                 | Scozia                                                                | Euro 2024 - 1º turno                                                  | -                                                                     | 67’                                                                   |
| 19-6-2024                                                             | Colonia                                                               | Scozia                                                                | 1 – 1                                                                 | Svizzera                                                              | Euro 2024 - 1º turno                                                  | -                                                                     |                                                                       |
| 23-6-2024                                                             | Stoccarda                                                             | Scozia                                                                | 0 – 1                                                                 | Ungheria                                                              | Euro 2024 - 1º turno                                                  | -                                                                     |                                                                       |
| Totale                                                                |                                                                       | Presenze                                                              | 63                                                                    |                                                                       | Reti                                                                  | 3                                                                     |                                                                       |

## Palmarès

### Club

#### Competizioni nazionali
- Coppa di Lega scozzese: 8

Celtic: 2014-2015, 2016-2017, 2017-2018, 2018-2019, 2019-2020, 2021-2022, 2022-2023, 2024-2025
- Campionato scozzese: 10

Celtic: 2014-2015, 2015-2016, 2016-2017, 2017-2018, 2018-2019, 2019-2020, 2021-2022, 2022-2023, 2023-2024, 2024-2025
- Coppa di Scozia: 6

Celtic: 2016-2017, 2017-2018, 2018-2019, 2019-2020, 2022-2023, 2023-2024